# Vall de Lis
La vall de Lis (o de Lys en francès) és una petita vall occitana de la part alta de la vall de Luishon, al departament de l'Alta Garona (regió de Migdia-Pirineus).
Aquesta alta vall pirinenca es desenvolupa entorn del mont de Lis (2.234 m), al peu del pic de les Crabioles (3.116 m) i del pic Lesat (3.107 m). A la seva part inferior es troba l'accés a l'estació d'esquí de Superbagnères.